# Compagnie des mines de Lens
Die Compagnie des Mines de Lens (deutsch Bergwerksgesellschaft Lens) war ein französisches Unternehmen zur Förderung von Steinkohle in den Städten Lens, Liévin, Loos-en-Gohelle, Béthune und anderen Orten des Départements Pas-de-Calais im nordfranzösischen Kohlerevier. Das 1852 gegründete Unternehmen war neben dem Bergwerk von Anzin das wichtigste des Reviers und wurde erst 1986 als eines der letzten in Nordfrankreich stillgelegt. Vor der Stilllegung erfolgten mehrere Fusionen mit anderen Bergwerken, u. a. mit Liévin zum Verbundbergwerk Lens-Liévin.
Von den Tagesanlagen des Bergwerks sind das Fördergerüst über Schacht 3, die Anlage "Piérre Destombes" (Schachtanlage 11/19) und "Meurchin 5" erhalten geblieben und Teil des Weltkulturerbes. Alle anderen Anlagen von Lens sind abgerissen worden und auf dem Gelände von Schacht 9 wurde das Museum Louvre-Lens erbaut.

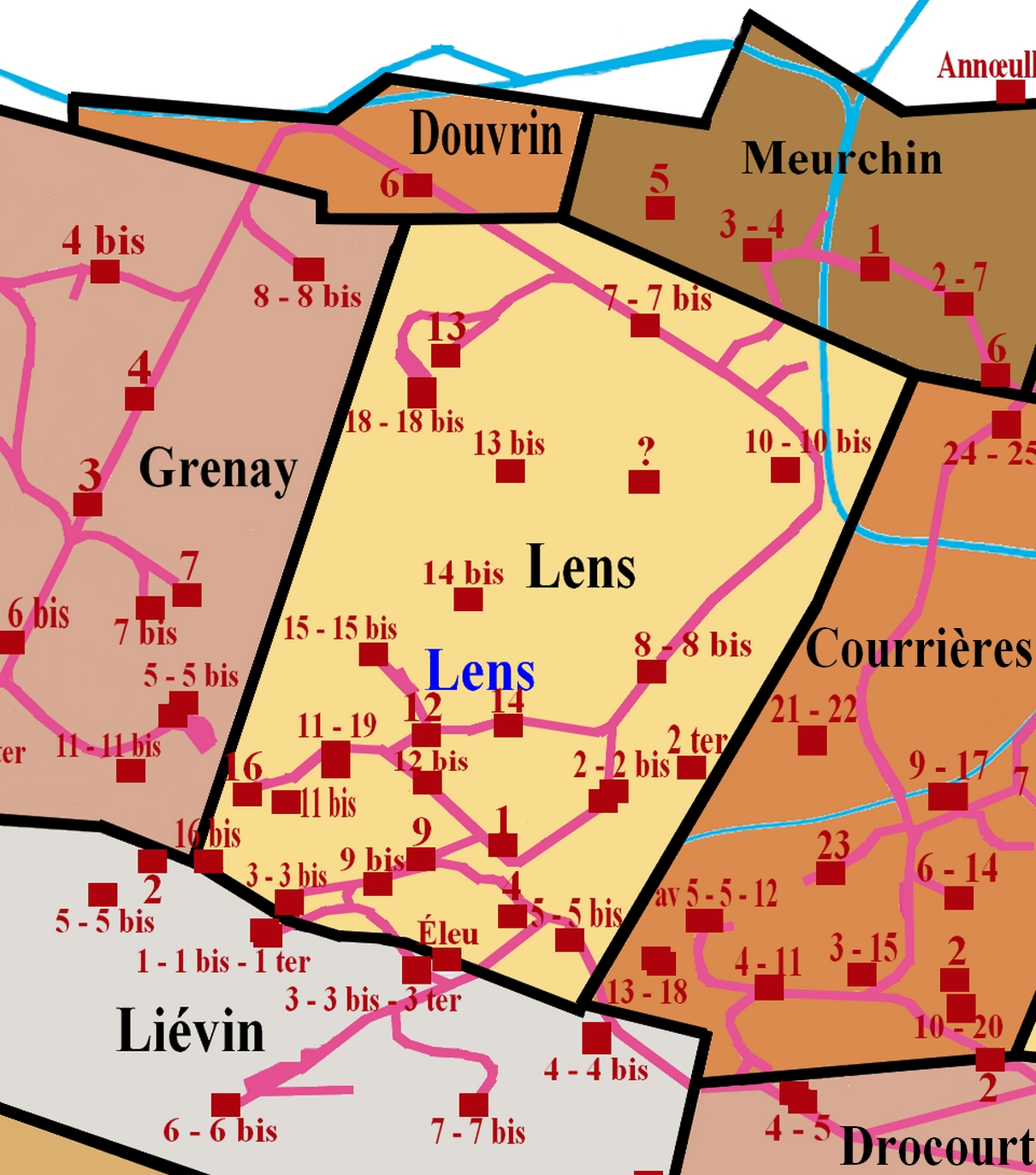
Berechtsame, Schächte und Zechenbahnen von Lens.

## Geschichte

### Exploration und Gründung der Gesellschaft

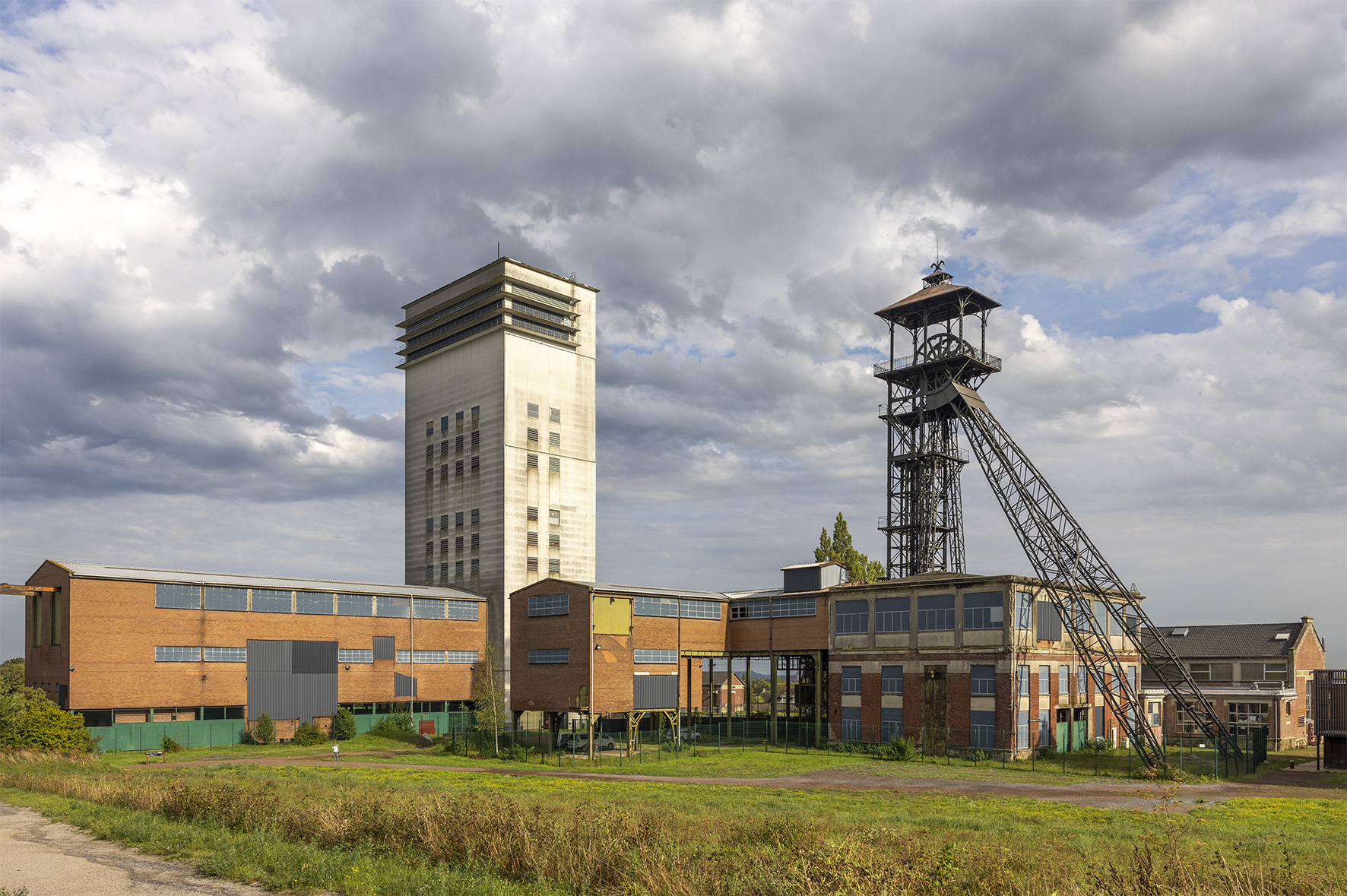
Lens 11 und 19 im Jahr 2023

Um das Jahr 1850 setzte in ganz Frankreich eine lebhafte Investionstätigkeit ein, die dadurch ihren Ausdruck fand, dass viele Begüterte in Industrieanlagen, Eisenbahnlinien und Schifffahrtslinien ihr Geld steckten. Dies gilt auch für die Gründung von Bergwerken in der Region Nord – Pas-de-Calais.
Nach der Entdeckung von Kohlevorkommen in Courrières 1849 taten sich Jules Casteleyn, ein Gründungsmitglied des Bergwerks Vicoigne-Nœux und Amé Tilloy sowie Antoine Scrive, zwei Industrielle aus Lille, zusammen, um im Juli 1849 eine Probebohrung auf Steinkohle in d’Annay-sous-Lens durchzuführen.
Obwohl diese erste Bohrung bei 151,9 m abgebrochen wurde, ohne dass man auf Steinkohle gestoßen war, erfolgte im Dezember 1850 eine weitere Probebohrung, bei der in 150 m Tiefe Kohle nachgewiesen werden konnte. Damit ergab sich das Problem der Aufschließung und Ausbeutung dieser Lagerstätte. Weil die beiden Industriellen aus Lille bergbauunkundig waren, kam es zu einer Kooperation zwischen Casteleyn und den Eigentümern der Compagnie des Vicoigne, vermutlich mit dem Ziel einer Fusion von Nœux und Lens. Gegen eine Anschubfinanzierung in Höhe von 500.000 Franc und die Unterstützung beim Abteufen des ersten Schachtes erhielt Vicoigne die Hälfte am Eigentum von Lens. Ein Dekret der französischen Regierung vom Oktober 1852 verbot jedoch diese und andere Fusionen, so dass die Société des Mines de Lens als eigenständige Bergwerksgesellschaft im selben Jahr gegründet wurde. 50 Jahre später, im Jahr 1902, wurde sie eine börsennotierte Aktiengesellschaft.

### Die Entwicklung bis 1914
Obwohl die Berechtsame anfänglich „nur“ 60,31 km² betrug und damit erheblich kleiner als die der Gesellschaften von Anzin und Aniche war, zeigt die folgende Tabelle die rasante Entwicklung der Fördermenge bis zum Jahr 1878. Anzin förderte in diesem Jahr bei einer Berechtsame von 280,5 km² 2.085.554 t und bei Aniche waren es bei ca. 128 km² 544.702 t Steinkohle. Lens lag damit auf Platz 2 aller Bergwerke im Nordfranzösischen Steinkohlenrevier.
| Jahr | Gesamt-förderung | Zahl der Arbeiter | Förderung pro Arbeiter |
| ---- | ---------------- | ----------------- | ---------------------- |
| 1853 | 223 t            | ?                 | ?                      |
| 1854 | 9.967 t          | ?                 | ?                      |
| 1855 | 38.048 t         | 299               | 126 t                  |
| 1856 | 62.021 t         | 515               | 120 t                  |
| 1857 | 72.546 t         | 499               | 145 t                  |
| 1858 | 74.370 t         | 545               | 136 t                  |
| 1859 | 75.539 t         | 545               | 138 t                  |
| 1860 | 99.897 t         | 667               | 150 t                  |
| 1861 | 159.429 t        | 1.220             | 130 t                  |
| 1862 | 198.880 t        | 1.306             | 152 t                  |
| 1863 | 213.774 t        | 1.345             | 158 t                  |
| 1864 | 235.715 t        | 1.374             | 171 t                  |
| 1865 | 261.867 t        | 1.376             | 190 t                  |
| 1866 | 348.641 t        | 1.583             | 220 t                  |
| 1867 | 356.435 t        | 1.849             | 192 t                  |
| 1868 | 381.317 t        | 2.035             | 187 t                  |
| 1869 | 402.457 t        | 1.798             | 223 t                  |
| 1870 | 408.234 t        | 499               | 194 t                  |
| 1871 | 482.022 t        | 499               | 204 t                  |
| 1872 | 583.345 t        | 2.464             | 236 t                  |
| 1873 | 654.022 t        | 2.765             | 236 t                  |
| 1874 | 657.904 t        | 3.303             | 199 t                  |
| 1875 | 715.097 t        | 3.713             | 192 t                  |
| 1876 | 670.089 t        | ?                 | ?                      |
| 1877 | 627.643 t        | 3.550             | 177 t                  |
| 1878 | 707.003 t        | 3.807             | 186 t                  |

In den ersten 26 Jahren ihres Bestehens konnte das Bergwerk also insgesamt 8.496.525 t Steinkohle gewinnen. Dieses gute Ergebnis war nicht nur eine Folge des Abteufens zahlreicher Schächte (Abschnitt Schachtanlagen und Förderungen), sondern auch die Folge der günstige Lagerung der Kohle und eine damit einhergehende Produktivitätssteigerung pro Arbeiter(Abschnitt Berechtsame und Lagerstätten). Dass diese nach 1873 wieder sank, ist vielleicht auf den Konjunktureinbruch zurückzuführen, der in Deutschland als Gründerkrise bezeichnet wird und zahlreiche Industrienationen traf.

Eine Besonderheit bei der Errichtung der Fördergerüste vor 1914 stellt die Doppelschachtanlage "Maurice Tilloy" 15/15bis in Loos-en-Gohelle dar. Pierre-Christain Guiollard beschreibt die Anlage mit folgenden Worten: „Über diesen beiden Schächten wurde ein doppelter Förderturm errichtet, ein grandioses Bauwerk, das zweifellos zu den schönsten Bauwerken gehört, die jemals über einem französischen Schacht installiert wurden. Zwei gigantische, 75 m hohe Fördergerüste, die aus Fachwerkträgern gebaut wurden. Zwischen ihnen befand sich eine Brücke, die 32 Meter über dem Boden angebracht war und die beiden Schächte miteinander verband. Die beiden Fördergerüste waren über zwei Brücken mit einer Spannweite von 67 Metern mit der Sortieranlage verbunden. Die Sortierhallen standen auf einer 22 Meter hohen Aufschüttung, die den Höhenunterschied zwischen diesen Schächten und Schacht 12, mit der sie per Eisenbahn verbunden werden sollten, ausgleichen sollte.“ Leider wurde diese Anlage, die von manchen Autoren auch als Tower Bridge bezeichnet wird, im Ersten Weltkrieg völlig zerstört.

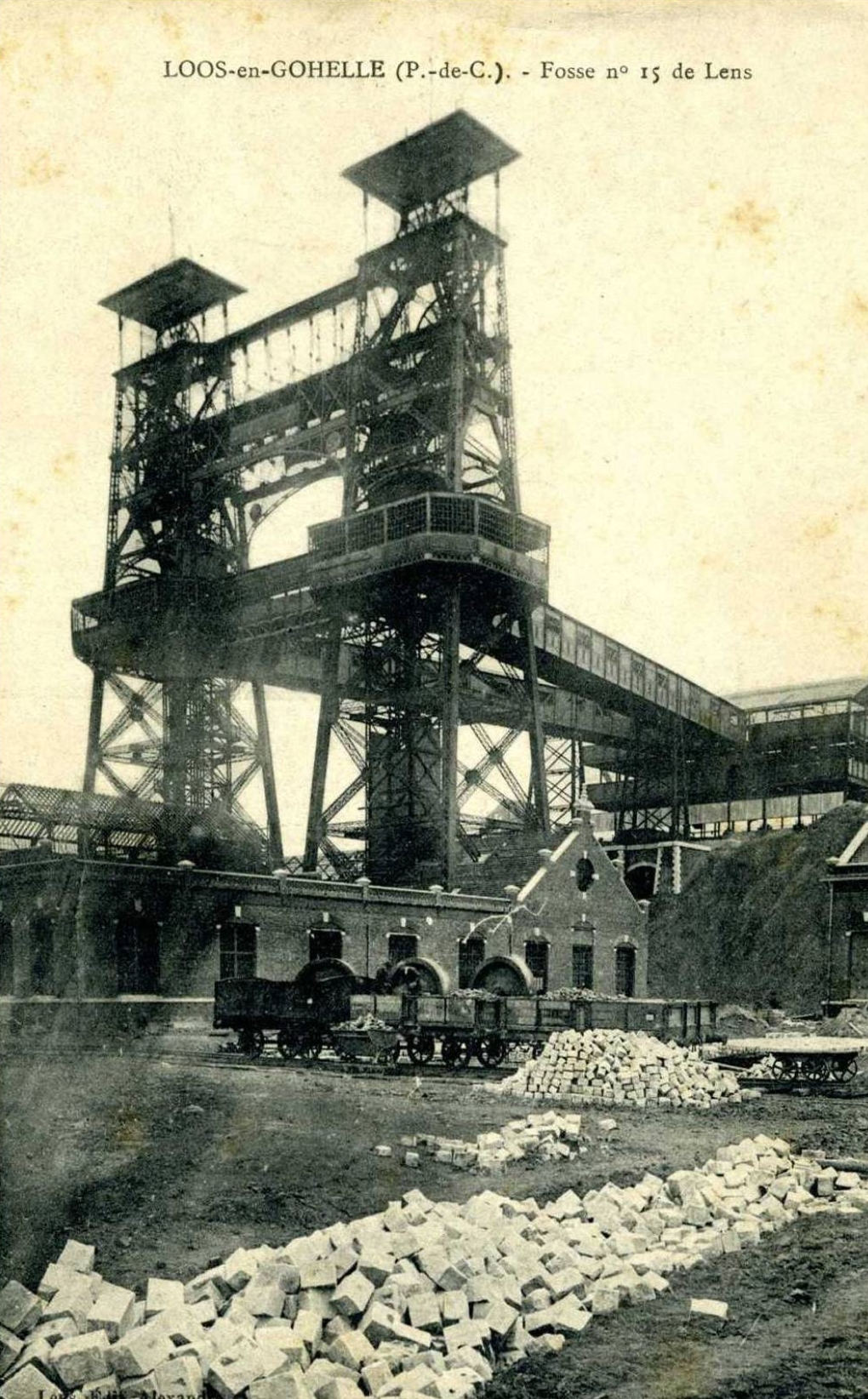
Schachtanlage 15/15^{bis} vor dem 1. Weltkrieg

### Erweiterung der Konzession
Am 3. Oktober 1873 erwarb die Compagnie de Lens zum Preis von 550.000 Francs die Douvrin-Konzession mit einer Fläche von 7 km². Dieses Unternehmen im Nordwesten der Konzession von Lens verfügte über nur einen Schacht und einen kleinen Tagesbetrieb, so dass sich das Bergwerk als eigenständiges Unternehmen als unwirtschaftlich erwiesen hatte. Nach dem Kauf durch das Bergbauunternehmen von Lens wurden umfangreiche Explorationsuntersuchungen durchgeführt: In einer Tiefe zwischen 137 m und 365 entdeckte man 7 Flöze mit Halbfettkohle, die in den Folgejahren gewinnbringend abgebaut wurden. Der Schacht von Douvrin erhielt die Nummer 6 und den Namen „Alfred Descamps“ und förderte bis 1936 Kohle. Danach diente er bis 1856 als Wetterschacht für das Baufeld Hulluck von Lens.

### Die Zeit des Ersten Weltkriegs

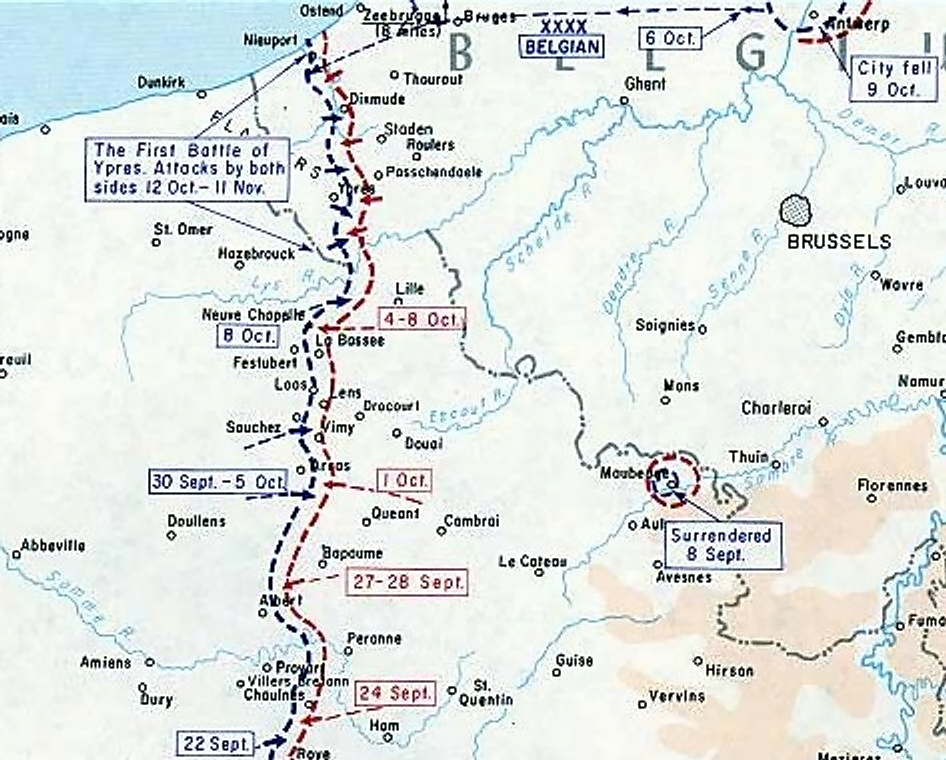
Frontverlauf in Nordfrankreich 1914

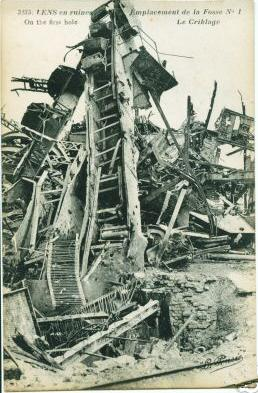
Kriegszerstörter Schacht 1 im Jahr 1918

Nach dem Einmarsch deutscher Truppen im August 1914 durch das neutrale Belgien nach Nordfrankreich sammelten sich rasch alliierte Verbände aus Franzosen, Briten und Belgiern, um Widerstand zu leisten. Dadurch kam die sogenannte Westfront bereits im Oktober/November zum Stehen und es entwickelte sich ein jahrelanger Stellungskrieg mit verheerenden Folgen für beide Seiten und auch die Zivilbevölkerung.
Für den Bergbau der Compagnie des mines de Lens war es von existentieller Bedeutung, dass die Front die Berechtsame in ganzer Länge von Nord nach Süd durchschnitt und alle Kriegsparteien auch die Übertageanlagen der Gegenseite bombardierten. So bot sich bei Kriegsende sowohl in der Stadt Lens selbst als auch bei den Schachtanlagen der Bergwerksgesellschaft ein Bild der Verwüstung.

### Die Phase zwischen den Weltkriegen

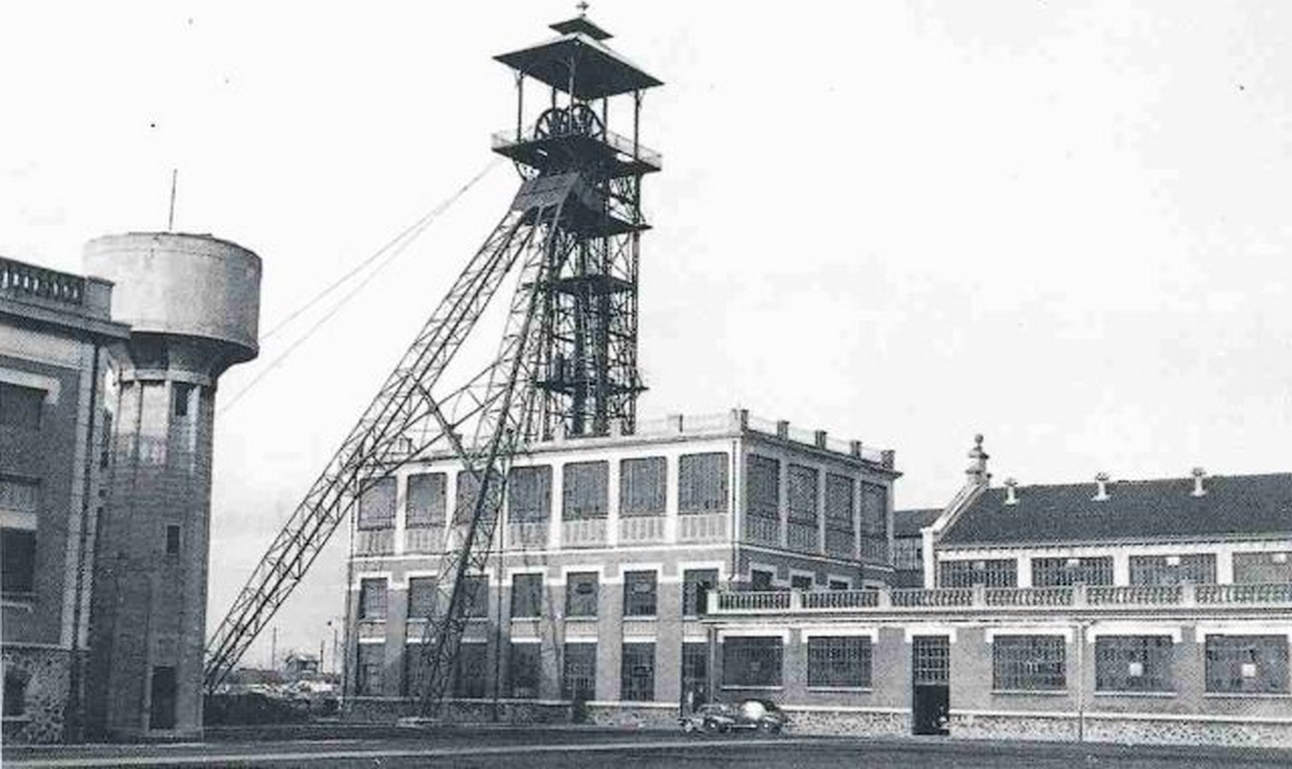
Schacht 11 mit Schachthalle

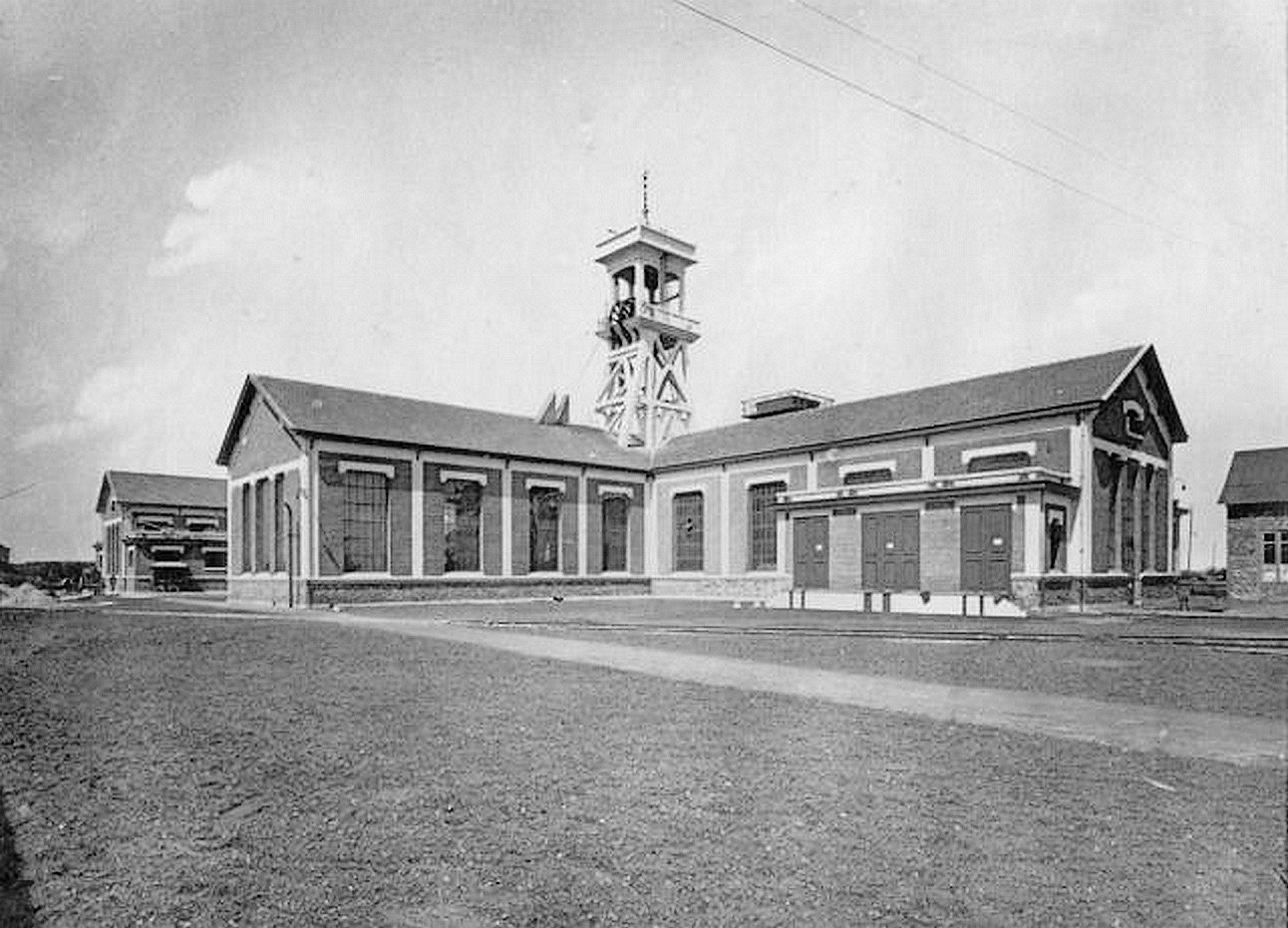
Wetterschacht Nr. 6

Bald nach Kriegsende begann ein staatlich geförderter, massiver Wiederaufbau. Dabei wurden alte Fördergerüste durch neue ersetzt und auch die übrigen Tagesanlagen modernisiert – dies in einer für das Unternehmen typischen Architektursprache. Viele Fördergerüste waren dem auf Schacht 11 noch erhaltenen sehr ähnlich, Schachthallen und Kaue weisen dieselbe Formensprache auf, und viele Wetterschächte sind mit kleinen Betonfördertürmen ausgerüstet worden. Auch lagen die Wetterschächte oft in einem gewissen räumlichen Abstand (ca. 1 km Entfernung) zu den zugehörigen Förderschächten.
Bei diesem Wiederaufbau beschränkte man sich aber darauf, die einzelnen und weitgehend unabhängig voneinander arbeitenden Anlagen neu zu errichten, nutzte aber nicht die Gelegenheit zur Entwicklung eines Gesamtkonzeptes. Erst in der zwanziger Jahren entstanden Zentralwäschen, Zentralwerkstätten und größere Kokereien, die die Kohle mehrerer Schächte verarbeiteten.
Hier seien einige dieser Zentralanlagen aufgelistet:
- 1924 Bau eines ersten Elektrokraftwerks in Vendin-le-Vieil mit einer Leistung von 60 MW[8]
- 1926 Erweiterung einer dort vorhandenen Kokerei um weitere 70 Öfen und einer Kapazität von 700.000 t Koks pro Jahr[9]
- Brikettfabrik in Douvrin, betrieben von 1930 bis 1960[10]
- Errichtung einer Zentralwäsche mit einem Durchsatz von 200 t/h ebenfalls in Vendin-le-Vieil[11]

Dass sich diese Werke und einige der im folgenden Abschnitt erwähnten in Vendin-le-Vieil ansiedelten, ist ganz erheblich der Tatsache geschuldet, dass diese Anlagen am Canal de Deûle lagen und somit sowohl die Vorprodukte als auch die Fertigwaren auf dem Wasserweg preisgünstig transportiert werden konnten.
In die Zwischenkriegszeit fällt auch der Ankauf der Bergwerk Meurchin, das über eine Berechtsame von 16,26 km² verfügte, und dessen Lagerstätten durch 7 Schächte aufgeschlossen waren. Während dieses Bergwerk im letzten Jahr vor Kriegsbeginn noch 502.651 t Kohle gefördert hatte, wurden durch den Stellungskrieg zwischen den Alliierten und den Deutschen alle Tagesanlagen zerstört und die Förderung war völlig zusammengebrochen. Daher kaufte die Bergwerksgesellschaft von Lens das nördlich der eigenen Konzession liegende Bergwerk im Jahr 1920 auf und baute alle Anlagen im eigenen Stil wieder auf.

### Nordfrankreich im Zweiten Weltkrieg
Im Mai und Juni 1940 überfiel die Deutsche Wehrmacht Frankreich und erzwang am 22. Juni 1940 den Waffenstillstand von Compiègne, der zwar formal zur Errichtung des sogenannten Vichy-Regimes führte, zugleich aber weite Teile Frankreichs unter deutsche Besetzung stellte. In diesem Zusammenhang wurden die beiden Départements Nord und Pas-de-Calais nicht dem deutschen Militärbefehlshaber in Paris, sondern dem in Brüssel unterstellt.
In der Region gab es einen nicht unerheblichen Widerstand gegen die Besatzung und 1941 kam es zu einem großen Streik, an dem sich 80 % der Belegschaften beteiligten und der zu einer Förderminderung für das Deutsche Reich von 500.000 t Kohle führte
Ab April 1944 bombardierten britische Flugzeuge gezielt Eisenbahnlinien in Nordfrankreich mit dem Ziel, den Kohlenexport und den Nachschub der deutschen Truppen in Frankreich zu unterbinden. Dadurch konnte die geförderte Kohle aus dem Bassin nicht abtransportiert werden und die französischen Bergleute mussten Feierschichten verfahren.
Kurz vor der Befreiung von Lens durch französische und alliierte Truppen begann am 21. August 1944 ein weiterer Streik der Bergleute, der bald das ganze Bergbaugebiet erfasste. Zwei Tage nach der Befreiung, am 4. September, forderte der Direktor des Bergwerk Lens durch einen Aushang zur Wiederaufnahme der Arbeit auf. Die Bergleute weigerten sich, und es bedurfte der Intervention des neuen Präfekten und zahlreicher Zugeständnisse, wie der Bezahlung der Streiktage, einer Lohnerhöhung um 40 % und der Wiedereinstellung von während der Besatzung entlassener Arbeiter, damit die Kumpel wieder einfuhren.

### Lens nach der Verstaatlichung
1946 wurde der gesamte Steinkohlenbergbau in Frankreich verstaatlicht und kam im Norden der Republik unter die Verwaltung der Houlliers Bassin Nord – Pas-de-Calais (HBNPC). Das Bergwerk Lens bildete innerhalb dieser Gesamtstruktur zunächst ein weitgehend eigenständiges Unternehmen unter dem Namen Groupe d'exploitation de Lens.
Der ersten Nachkriegsjahre waren von neuen Vorrichtungen unter Tage sowie der Zusammenlegung von Förderstandorten geprägt. Mit Ausnahme der Fördereinstellung auf der Schachtanlage „Valentin Cazeneuve“ erfolgten grundlegende Umstrukturierungen erst nach der Fusion mit Liévin.

## Berechtsame und Lagerstätten
Eine ausführliche Darstellung der Lagerstätten (fr. gisements), wie sich um 1880 darstellte, liefert É. Vuillemin in seinen Ausführungen über Lens:
"Ursprünglich wurde der Gesellschaft eine Berechtsame von 61,9 km² verliehen, die sich bei einer Breite zwischen 6,4 km und 8,8 km von Lens im Süden bis nach Meurchin im Norden erstreckte. In den Jahren 1873 und 1920 wurden noch die sich nördlichen anschließenden Bergwerke Douvrin und Meurchin aufgekauft und so die Gesamtfläche auf 71,1 km² vergrößert.
Von allen Konzessionen im Département Pas-de-Calais ist die von Lens diejenige, deren Vorkommen am besten und umfassendsten erforscht wurde (Stand ca. 1875).
„Die eigentliche Lagerstätte von Lens besteht aus 28 abbauwürdigen Schichten, deren Mächtigkeit zusammengenommen ein Massiv von 28,42 Metern Steinkohle bildet. Ihre durchschnittliche Dicke beträgt also mehr als 1 Meter. Die eine Hälfte dieser Schichten ist zwischen 0,50 und 1 Meter dick, die andere [...] dicker als 1 Meter. Die Flöze Dusouich, Alfred und Leonars sind zwischen 1,40 Meter und 1,80 Meter dick und das Flöz Arago erreicht sogar 2,10 Meter. Diese 28 Schichten liegen in sehr unterschiedlichen Abständen übereinander [...]. Der durchschnittliche Abstand zwischen den Flözen beträgt 24 bis 25 Meter. Der Reichtum der Steinkohleformation in Lens liegt im Verhältnis 28,42:680,3 = 0,0417 oder 4,17 %, d. h. 100 Meter [Erd- und Gesteinsschichten] enthalten 4,17 Meter abbauwürdige Steinkohle [...]. Dies ist ein außergewöhnlicher Reichtum für das Becken des Département Pas-de-Calais und unbekannt im Becken des Départements Nord.
Die Kohleschichten von Lens wurden durch die Abbauarbeiten in einer sehr großen Ausdehnung erforscht, wobei es aufgrund der zahlreichen Verwerfungen, die sie unterbrechen, [verschieben oder] ihre Richtung ändern, schwierig ist, die Ausdehnung genau zu bestimmen. Das 1,5 Meter dicke Flöz Dusouich, eines der am besten erforschten, ist nahe der Westgrenze der Konzession durch die nördliche Ausbuchtung von Schacht 3, nahe der Südwestgrenze durch denselben Schacht, nahe der Südostgrenze durch die Schächte 4 und 5 und schließlich nahe der Ostgrenze durch Schacht 2 und nördlich [davon]. Es erstreckt sich in Form einer Kurve mit einer Ausdehnung von 14 bis 15 Kilometern, jedoch mit sehr vielen Störungen. Die anderen Schichten der Lens-Lagerstätte wurden in einem viel kleineren, aber immer noch beträchtlichen Umfang erkundet.
Die Art der Steinkohle variiert mit der Reihenfolge, in der die Schichten übereinander liegen. So liefern die nördlichsten Flöze der Grube Nr. 1 Kohle mit 23 bis 25 % flüchtigen Bestandteilen, während die obersten Flöze derselben Grube 26 bis 28 % flüchtige Bestandteile enthalten. [...].
Das Vorkommen in Schacht 6 von Douvrin umfasst 17 Kohleschichten, deren Gesamtdicke 10,71 m und deren durchschnittliche Dicke 0,63 m beträgt. Sieben dieser Flöze sind zwischen 0,30 und 0,50 m groß und kaum abbaubar; die anderen zehn sind jedoch zwischen 0,60 und 0,90 m dick. Sie sind in einer Tiefe von 361 m bis 372 Metern eingeschlossen [...]. Die Lagerstätte von Douvrin ist also von gewöhnlichem Reichtum und liegt sogar unter dem allgemeinen Durchschnitt des Pas-de-Calais-Beckens, da 7 von 17 Schichten fast nicht abbaubar sind. Die Konzession von Douvrin ist arm; sie hätte für sich allein nicht zu einer vorteilhaften Ausbeutung führen können. In den Händen der Compagnie de Lens, die ihre Arbeiten von Schacht 6 aus auch größtenteils auf ihr eigenes Gebiet ausdehnt, liefert die Grube von Douvrin [akzeptable] Ergebnisse. Die Kohle, die sie liefert, ist in den unteren Schichten mager und enthält nur 8 % flüchtige Bestandteile. Sie wird in den südlichen Schichten trocken, wo der Anteil an flüchtigen Stoffen 12, 14 und bis zu 16 % erreicht.
Die großen Bohrungen, die 1874 und 1875 im zentralen Teil der Konzession von Lens durchgeführt wurden, führten zur Entdeckung zahlreicher Schichten fetter, kurzflammiger Steinkohle und erhöhten den bereits in Lens und Douvrin erkannten beträchtlichen Reichtum. Heute (i.e. 1875) ist dieser Reichtum auf 11 Kilometern senkrecht zur Achse des Kohlebeckens und auf 6 Kilometern in Richtung dieser Achse, d. h. auf einer Fläche von 66 Quadratkilometern oder 6.600 Hektar, erforscht. Wenn man von einer durchschnittlichen effektiven Produktion von 60.000 Tonnen pro Hektar ausgeht – eine Zahl, die eher unter als über der Realität liegt – kann Lens damit rechnen, etwa 400 Jahre lang eine jährliche Förderung von einer Million Tonnen zu liefern.“

## Schachtanlagen und Förderungen

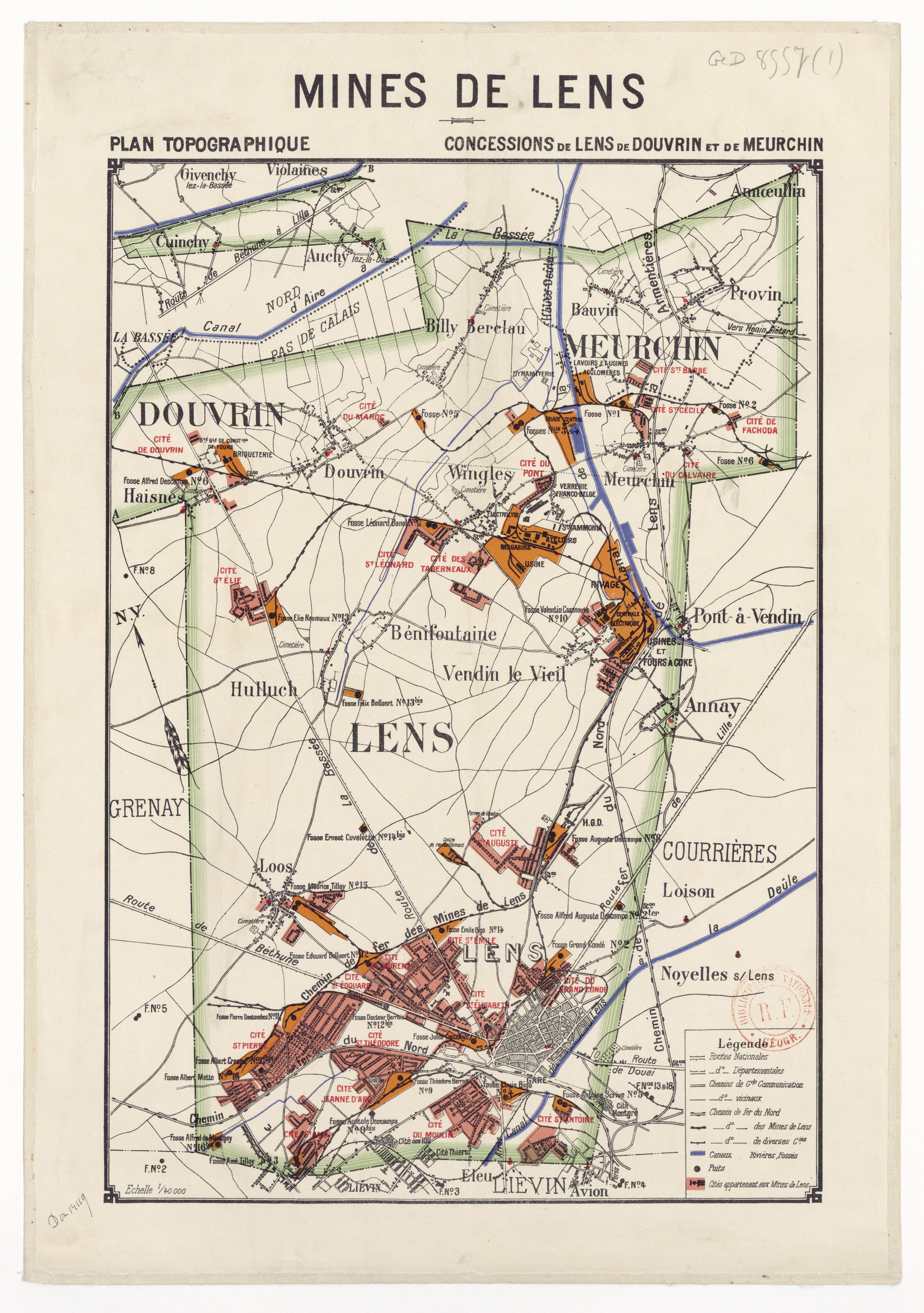
Konzession, Schächte und Zechenbahnen des Bergwerks Lens

| Name               | Ort             | Schacht-nrn | Gründung | Ende der Förderung | Schließung | max. Teufe | Kohlesorten          | gesamte Fördermenge in Mio. t |
| ------------------ | --------------- | ----------- | -------- | ------------------ | ---------- | ---------- | -------------------- | ----------------------------- |
| Sainte Élisabeth   | Lens            | 1           | 1852     | 1929               | 1971       | 347 m      | Fettkohle            | 5,32                          |
| Grand Condé        | Lens            | 2/2bis      | 1857     | 1960               | 1972       | 434 m      | Fettkohle            | 19,69                         |
| Saint Amé          | Liévin          | 3/3bis      | 1880     | 1960               | 1978       | 525 m      | Magerkohle           | 18,60                         |
| Louis Bigo         | Lens            | 4           | 1864     | 1961               | 1986       | 890 m      | Magerkohle           | 18,61                         |
| Antoine Scrive     | Avion           | 5/5bis      | 1872     | 1967               | 1986       | 432 m      | ?                    | ?                             |
| Alfred Descamps    | Haisnes         | 6           | 1859     | 1936               | 1959       | 334 m      | ?                    | 6,61                          |
| Léonard Danel      | Wingles         | 7/7bis      | 1879     | 1958               | 1973       | 626 m      | Magerkohle           | 19,16                         |
| August Descamps    | Vendin-le-Viel  | 8/8bis      | 1883     | 1958               | 1969       | ?          | Magerkohle           | 17,07                         |
| Valentin Cazeneuve | Vendin-le-Viel  | 10/10bis    | 1890     | 1946               | 1958       | ?          | ?                    | 0,94                          |
| Pierre Destombes   | Loos-en-Gohelle | 11          | 1891     | 1986               | 1986       | 219 m      | Fettkohle            | ?                             |
| Edouard Bollaert   | Loos-en-Gohelle | 12          | 1891     | 1967               | 1972       | 262 m      | ?                    | 25,03                         |
| Élie Reumaux       | Hulluch         | 13          | 1902     | 1952               | 1976       | 836 m      | Magerkohle           | 6,80                          |
| Émile Bigo         | Lens            | 14          | 1904     | 1938               | 1967       | ?          | ?                    | 6,84                          |
| Maurice Tilloy     | Loos-en-Gohelle | 15/15bis    | 1905     | 1937               | 1972       | 527 m      | Fettkohle            | 3,61                          |
| Albert Motte       | Loos-en-Gohelle | 16/16bis    | 1909     | 1956               | 1961       | 440 m      | ?                    | 7,78                          |
| o.N.               | Hulluch         | 18          | ab 1947  | 1976               | 1976       | 440 m      | Magerkohle           | ca. 21,6                      |
| o.N.               | Loos-en-Gohelle | 19          | 1954     | 1986               | 1986       | 815 m      | Fett- und Magerkohle | 54,93                         |

## Weitere Industrieanlagen
Eine Reihe von Industriezweigen ist auf billige Kohle als Energieträger angewiesen. Dies gilt besonders für Elektrokraftwerke, aber auch für Unternehmen der chemischen und Baustoffindustrie. Deshalb erwies es sich sowohl für das Bergwerksunternehmen als auch andere Unternehmen als sinnvoll, in räumlicher Nähe miteinander zu kooperieren. Einige dieser Unternehmen waren eigenständige Gründungen, andere wurden von der Compagnie des mines initiiert und finanziert.
Die Société industrielle et financière de Lens gründete 1930 in Douvrin das Unternehmen Finalens, um durch die Destillation von Kohle Ammoniak, Dünger, Methanol u. a. Produkte zu gewinnen. Die Bergwerksgesellschaft selbst errichtete 1929 in Wingles eine Kupferhütte, die aus Kupfersulfat reines Kupfer raffinierte und dieses dann weiterverarbeitete.
Der Unternehmer Ernest Gambier schuf 1928 in Pont-à-Vendin eine Zementfabrik, um sich für das energieintensive Brennen von Kalk eine sichere Basis zu schaffen.

## Fusionen
Wie Tabelle 2 zeigt, fanden vor 1946 nur vier Fördereinstellungen auf einzelnen Schachtanlagen statt. Konzentrationen zu sogenannten Großschachtanlagen gab es nicht. So existierten auch nach der Verstaatlichung 1946 neun Förderstandorte und das Bergwerk arbeitete zunächst als eigenständige Gruppe innerhalb der HBNPC. Erst mit der Fusion mit Liévin im Jahr 1953 zum Verbundbergwerk Lens-Liévin und 1967 mit dem von Béthune und damit der Bildung des Verbundbergwerks Lens-Liévin-Béthune wurde die Förderung auf zahlreichen Anlagen eingestellt und an wenigen Standorten konzentriert. Von da an waren nur noch die Schachtanlagen 6 in Angres und 7 in Avion (beide zu Liévin) sowie 18 in Hulluch (früher zu Béthune gehörend) und 19 in Loos-en-Gohelle (Lens) in Betrieb. Alle diese vier Anlagen waren erst nach dem Zweiten Weltkrieg errichtet bzw. grundlegend modernisiert worden.
Die nicht mehr fördernden Schächte dienten oft der Seilfahrt, dem Materialtransport und der Wetterführung.

## Die Verkehrsinfrastruktur

### Anbindung an das öffentliche Schienennetz
Schon früh hatte die Eisenbahngesellschaft Nord die Bahnstrecke Ligne des houillères von Arras über Béthune nach Hazebrouck gebaut, die auch an Lens vorbeiführte. Sie erlaubte der Bergwerksgesellschaft einen kostengünstigen Absatz ihrer Steinkohlenproduktion, zumal die Schächte 1, 5 und 9 in unmittelbarer Nähe dieser Bahnstrecke lagen.

### Zechenbahnen und Bahnhöfe
Um aber auch die einzelnen Schachtanlagen untereinander zu vernetzen und zentrale Aufbereitungsanlagen und Kokereien gut von überall her erreichen zu können, erwarb die Compagnie des mines de Lens 1875 die Konzession zum Bau einer 8 km langen Zechenbahn, die die Schächte 1, 2/2bis, 8/8bis, 10, den Kanal de la Deûle, 7/7bis und 6 mit dem Canal d'Aire a la Bassée verband. Bei Vendin-le-Vieil gab es einen Anschluss an die öffentlichen Bahnstrecke Arras – Lille.
Im Laufe der Zeit kamen noch Zechenbahnen hinzu, so dass mit Ausnahme des Wetterschachtes 16bis alle Anlagen über einen Gleisanschluss verfügten.
Um dieses Bahnnetz, das 1880 bereits 43 Streckenkilometer umfasste, effektiv betreiben zu können, besaß die Bergwerksgesellschaft 8 Dampflokomotiven, 360 Waggons und 3 Spezialzüge zum Transport der Bergarbeiter. Die dem Binnentransport dienenden Strecken zeigt auch die obige Abbildung Bergwerk Lens 1940.

### Zechenhafen
Die Deûle ist ein seit dem 17. Jahrhundert kanalisierter Fluss, der über seine Verbindungen mit der Schelde und der Leie den Zugang zu einem weit verzweigten Wasserstraßennetz in Nordfrankreich und Südwestbelgien (Hennegau) ermöglicht. Deshalb errichtete die Bergwerksgesellschaft von Lens 1873 am Canal de la Deûle in Vendin-le-Vieil einen Zechenhafen und verband ihn über eine Zechenbahn mit vielen ihrer fördernden Schachtanlagen. Er wurde im Ersten Weltkrieg zerstört, danach aber mit einer Gesamtlänge von 275 m wieder aufgebaut. 1967 erfolgte eine weitere Modernisierung, so dass eine Verladung von 450 t Kohle oder Koks pro Stunde möglich wurde. Die Schließung des Hafens erfolgter 1983.